# 克里米亚共和国首脑
克里米亚共和国首脑（俄语：Глава Республики Крым）是克里米亚共和国的最高官员和行政权力负责人。
克里米亚首脑的政策是确保遵守宪法和联邦法律以及克里米亚共和国宪法和法律，以及国家平等和人与公民的权利和自由，以及维护国家的协调运作的自治共和国体制。 30岁以下的人不能成为共和国的首脑。
任期为五年一届。 由共和国国务委员会提名；俄罗斯联邦总统任命。 共和国代理领导人由总统直接任命。
截至2014年10月9日，克里米亚共和国负责人谢尔盖·阿克肖诺夫。

## 首脑列表
| 首脑 | 首脑           | 首脑                             | 就任           | 卸任          | 选举          | 政党         | 总理   |
| ---- | -------------- | -------------------------------- | -------------- | ------------- | ------------- | ------------ | ------ |
| 1    |                | 谢尔盖·阿克肖诺夫 1972年11月26日 | 2014年4月14日  | 2014年10月9日 | 无            | 统一俄罗斯党 | 他自己 |
| 1    | 2014年10月9日  | 谢尔盖·阿克肖诺夫 1972年11月26日 | 2019年12月20日 | 2014          |               | 统一俄罗斯党 | 他自己 |
| 1    | 2019年12月20日 | 谢尔盖·阿克肖诺夫 1972年11月26日 | 现任           | 2019          | 尤里·哥薩努克 | 统一俄罗斯党 |        |

## 序号
1. ↑  由俄罗斯总统任命为共和国代理主席

1. ↑  间接选举